# Kroem Janev
Kroem Ivanov Janev (Bulgaars: Крум Иванов Янев) (Plovdiv, 9 januari 1929 - Sofia, 24 augustus 2012) was een Bulgaars voetballer. Hij heeft gespeeld bij Spartak Plovdiv, Lokomotiv Plovdiv, Botev Plovdiv, CSKA Sofia en Spartak Sofia.

## Loopbaan
Janev won met CSKA Sofia een 8 competitie titels en 2 bulgaars beker.
Janev maakte zijn debuut voor Bulgarije in 1952. hij heeft 31 wedstrijden gespeeld voor de nationale ploeg en hij heeft 4 doelpunten gescoord. Hij zat in de selectie die deed mee aan het voetbaltoernooi op de Olympische Zomerspelen 1956, waar Bulgarije een bronzen medaille won.
Janev overleed op 24 augustus 2012.

## Erelijst
- Olympische Zomerspelen 1956 : 1956 (Brons)